# Polymorphus spindlatus
Polymorphus spindlatus es una especie de acantocéfalo del género Polymorphus, familia Polymorphidae. Fue descrita por Amin y Heckmann en 1991. Se encuentra en América del Sur, se lo ha detectado en el Titicaca.